# Kwakoa
Kwakoa è una circoscrizione rurale (rural ward) della Tanzania situata nel distretto di Mwanga, regione del Kilimangiaro. Conta una popolazione di 3 717 abitanti (censimento 2012).